# السياحة في باريس
السياحة في باريس، في عام 2013 رحبت باريس بـ15.6 مليون زائرا من مختلف دول العالم، وكان أكبر عدد من الزوار من الولايات المتحدة الأمريكية. استقبلت مدينة باريس 33.3 مليون زائرا في عام 2013 نظرا لموقعها بالقرب من لندن أكبر منطقة يقصدها السياح حول العالم، وقد عرف ذلك عن طريق إشغال الفنادق وإزدحامها. أكبر عدد من السياح الأجانب في باريس يأتون بالترتيب من بريطانيا والولايات المتحدة و وألمانيا وإيطاليا والصين. في 2012 ، صرف 265.212 من الأجورللعمال في مدينة باريس أو 18.4% من العدد الإجمالي كانوا يعملون في القطاعات ذات الصلة بالسياحة، الفنادق والمطاعم والنقل والترفيه. في عام 2014 صرف السياح 17 مليار دولار في باريس(13.58 مليار يورو) ثالث أعلى مبلغ في العالم بعد لندن ونيويورك. ويعتبر اليورو هو العملة الأساسية لمنطقة فرنسا بما في ذلك باريس.

## برج إيفل

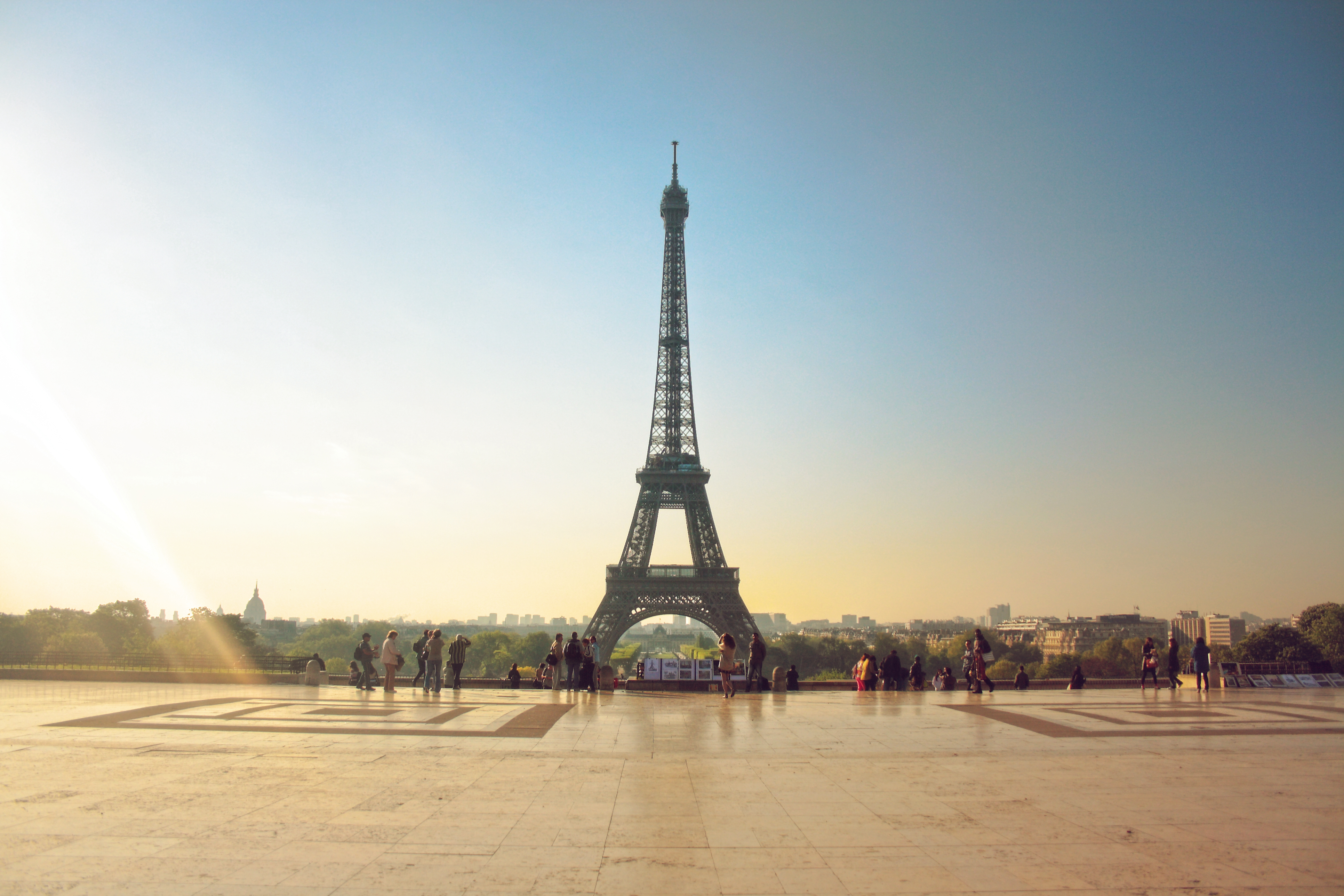
The Eiffel Tower from the Place du Trocadéro

كما هو معروف عن برج[ ؟ ] إيفل[ ؟ ] أنه مركزاً عالمياً لفرنسا وباريس، وقد صممه إيميل نوغيير و موريس كويشلن. في مارس من عام 1885 ميلاي، قدم غوستاف إيفل[ ؟ ] الذي عرف عنه أنه مهندسا ناجحا في مجال الحديد مخططه لوزيرالتجارة والصناعة، ودخل في منافسة مع طلاب الجامعة والاقتراح الفائز سيكون هو المحور للمعرض في عام 1889م. كان اقتراح إيفيل واحد من بين المئات من الاقتراحات، وأخيرا تم اختيار اقتراح إيفيل في مايو من عام 1886م. وقد لوحظ تميز البرج[ ؟ ] قبل بنائه، وافتتح برج[ ؟ ] إيفل[ ؟ ] في 31 من مارس 1889م، ويزور البرج[ ؟ ] في الوقت الحالي مايقارب 9.6 مليون شخص سنويا.

## مركز جورج بومبيدو
في 31 من يناير 1977م، افتتح الرئيس فاليري جيسكار ديستان مركز جورج[ ؟ ] بومبيدو رسميا، ومصممي المركز هم رينزو بيانو و ريتشارد روجيرز و بيتر رايس. يستقبل مركز بوميدو أكثر من 150 مليون زائرا منذ عام 197م. مركز جورج بوميدو عبارة عن مجمع يقع في منطقة بوبور في المنطقة الرابعة بباريس بالقرب من لي هاليز في شارع مونونقولي و ماريه. بدأت أعمال التجديد في عام 1997م لتغيير جذري في المنطقة الداخلية لمركز بوميدو، وكانت أعمال التجديد ستحافظ على تصميمه الأنبوبي الشهير، أما التجديد الداخلي فقد تم على أساس تمكين المبنى من تحمل وإستيعاب أعداد أكبر من الزوار، كما طورت سعة[ ؟ ] المركز لإستضافة الفنون المسرحية و زيادة مساحة العرض[ ؟ ] في متحف الفن الحديث.

## قوس النصر
وهو من المعالم الأكثر شهرة في باريس ويقع في وسط شارل ديغول (اسمه في الأصل ساحة النجمة)، في الطرف الغربي من شارع الشانزليزيه. لاينبغي الخلط بينه وبين قوس[ ؟ ] الكاروسيل وهو القوس الأصغر والذي يقع غرب متحف اللوفر. وأيضا يسمى "قوس[ ؟ ] النصر[ ؟ ]" بالإنجليزية. يكرم أولئك الذين قاتلوا وماتوا من أجل فرنسا في الثورة الفرنسية والحرب النابليونية مع أسماء جميع الانتصارات الفرنسية والجنرالات المدرجة على سطوحه الداخلية والخارجية[ ؟ ]، كما يكمن قبر الجندي المجهول في الحرب العالمية الأولى تحت قبو في قوس[ ؟ ] النصر[ ؟ ]. يعتبر قوس[ ؟ ] النصر[ ؟ ] جزء حيوي من محور التاريخ أو (فأس تاريخي) سلسلة من النصب التذكارية على الطريق الذي يذهب من باحة متحف اللوفر إلى قوس[ ؟ ] لاديفوس.

## متحف برانلي
هو متحف في باريس، ويحتوي على ملامح الفن الأصيل والثقافات والحضارات من كلا من آسيا وأفريقيا وأوقيانوسيا والأمريكتين. يقع المتحف في كاي برانلي 37 ، بورتال ديبلي 75007 في باريس-فرنسا، بالقرب من برج[ ؟ ] إيفل[ ؟ ]، أيضا يعتبر قريبا جدا من محطات المترو ومحطات آر إي آر وجسر ألما. ويسمى بـ أم كيو بي بعد وقوعه في كاي برانلي ثم بعد ذلك أطلق عليه اسم إدوارد برانلي.

## متحف أورسيه
متحف أورسيه في باريس، يقع على الضفة اليسرى لنهر السين[ ؟ ]، بدأ تشييده في عام 1897م، وقد قام بتصميم هذا المتحف كلا من جاي أيولنتي و فكتور لالوكس وإميل برنار. يعتبر متحف دورسيه متحف لأعمال الفن منذ عام 1848-1914م، ويركز على الأعمال الفنية الفرنسية. يستطيع الزائر التجول بين غرف المتحف، كما أن هناك أقسام شعرية رمزية و طبيعية و إنطباعية ومدرسة بونت أفين والفن الحديث. توج المتحف حوالي عشر سنوات على الإلتزام الحكومي و التفاني من فريق العمل[ ؟ ]. خلال زيارتك لمتحف دورسيه من الممكن أن تكون معلومات عن الذي كان يحدث في فرنسا في مجالات الرسم والنحت والتصميم ودور الأوبرا والهندسة المعمارية والمعدنية والتصوير[ ؟ ] الفوتوغرافي والمنتجات والأثاث وخزف.

## متحف اللوفر
تم تحويل قصر اللوفر الذي بني أساسا باعتباره قلعة من القرون الوسطى في عام 1190م، من قبل الملك[ ؟ ] فيليب أوغست من الحكومات المتعاقبة. ويعتبر متحف اللوفر من أكبر المتاحف في العالم الغربي منذ الثورة الفرنسية، كما يضم بعضا من النماذج الفنية للأعراق الثقافية و الشعبية. افتتحت أبواب متحف اللوفر للزوار في 10 أغسطس 1793م، منذ القرن الثاني عشر ومتحف اللوفر يخضع للعديد من التغيرات في البنية[ ؟ ] التحتية بسبب تغيير الحكم[ ؟ ] بعد كل قرن[ ؟ ]. في الثالث من مارس عام 1989م، افتتح آي إم باي الهرم الزجاجي وهو بمثابة المدخل الرسمي للمعرض الرئيسي والمؤدي إلى قاعات المعرض المؤقتة. ينقسم متحف اللوفر إلى ثلاثة أجنحة[ ؟ ] منفصلة وهي: سولي و ريشيلو و دينون التي عرضت 35.000 قطعة من الفن ويعود تاريخها إلى العصور الوسطى. أكثر قطع الفن المشهورة التي عرضت في متحف اللوفرهي لوحة الموناليزا لليوناردو دايفنشي و نايكي أوفساموثريك لفينوس ميلو و داينق سليف لمايكل أنجلو.

## كاتدرائية نوتردام دو باري
تعتبر كاتدرائية نوتردام دو باري من أكبر الكنائس بباريس، شرع في بنائها عام 1163م، من قبل موريس دي سولي، وقد تم تقسيم البناء[ ؟ ] إلى أربعة أجزاء وقام بالعمل بناة معروفين جيدا في المنطقة وهم جان دي شيل و بيير دي مونتريل و جان رافي وجان بوتيلير، وقد استغرق بناء[ ؟ ] نوتردام[ ؟ ] بالكامل أكثر من مئة سنة. وهي واحدة من أهم معالم باريس وتقع في إيل دو لاسيتي وهي جزيرة صغيرة في قلب المدينة. كان هناك العديد من الأحداث التاريخية التي جرت هناك منها زواج الملك[ ؟ ] هنري[ ؟ ] الرابع ومارغريت دي فالو في عام 1594م.

## مدينة العلوم والصناعة
تعتبر مدينة العلوم والصناعة من أكبر متاحف العلوم في أوربا. وتقع في بارك دي لافيليت في باريس وتعد قلب المركز الثقافي للعلوم والتقنية والصناعة ومركز[ ؟ ] لتعزيز ثقافة العلم والعلوم. يزور المدينة حوالي 5مليون زائر في السنة، أما معالم الجذب السياحية فهي كالتالي: القبة السماوية و غواصة(363 إس)، ومسرح (لاجيود) ومناطق مخصصة للأطفال والمراهقين. تصنف المدينة كمؤسسة عمومية ذات طابع صناعي و تجاري، كذلك مؤسسة متخصصة في تعزيز الثقافة العلمية والتقنية، تم إنشاء هذه المدينة بمبادرة من الرئيس جيسكار ديستان بهدف نشر المعرفة العلمية والتقنية بين الناس خاصة فئة الشباب وتعزيز المصلحة العامة في العلوم والبحوث والصناعة. من أهم السمات البارزة(للواجهة المناخية البيولوجية) مواجهتها لحديقة لي سيريس و ثلاث مساحات دفيئة لكل 32 متر، باتساع 32متر وعمق 8 متر. وكانت واجهات لي سيريس أول جدران هيكلية زجاجية ليتم بناءها بدون تأطيراو زعانف داعمة. بين الثلاثون من مايو و الأول من يونيو من عام 2008 م، استضاف المتحف ثلاث من مبادرات دولية للسلام.

## كنيسةدوالقلبالأقدس
تعتبر كنيسة دو القلب الأقدس كنيسة كاثوليكية رومانية[ ؟ ] اعلى شارع فوياتير بنيت في عام 1914م، وانتى بناءها في عام 1919م، وتقع في إحدى مرتفعات باريس في هضبة مونتمارت، كما تحتوي الكنيسة على أكبر مجسم في العالم للمسيح مصنوع من الفسيفساء. بنيت الكنيسة لشرف الأرواح التي فقدت في الحرب الفرنسية البروسية في عام 1870م، وقد بلغ عددهم 58.000 . وكان بول آبادي هو الفائز في مسابقة طرحت للعثور على التصميم المعماري المناسب وكان هو المهندس المعماري للكنيسة. وتتميز الكنيسة بإطلالة بانورامية على بعض المناظر في باريس، أما جدران الكنيسة فهي بيضاء ونظيفة بسب استخدام الحجر[ ؟ ] الجيري فيها، فالحجر يتفاعل مع الماء وينتج مادة كيميائية تسمى الكالسيت، والذي يعمل بمثابة المبيض الطبيعي، أيضا يعتبر واحدا من أهم المعالم الأكثر شهرة بباريس.

## شارع الشانزليزيه
يضم شارع الشانزليزيه دور السينما والمقاهي والمحلات الفاخرة كما توجد به أشجار الكستناء. يمكن القول بأن شارع الشانزليزيه هو أحد الشوارع الأكثر شهرة في العالم، أيضا من أغلى العقارات في العالم. يوجد في هذا الشارع العديد من الأماكن الفرنسية الأثرية بما في ذلك قوس[ ؟ ] النصر[ ؟ ] و ساحة الكونكورد. الاسم الفرنسي للحقل السماوي وهو المكان[ ؟ ] الطيب للموتى في الأساطير اليونانية، وفقا للكثير من الأوصاف المستخدمة، شارع الشانزليزيه هو الطريق الأكثر جمالا في العالم.

## إنفاليديه
المعروف رسميا باسم الفندق الوطني (المسكن الوطني للمعوقين) وهو عبارة عن مجمع مكون من سبعة مباني في الدوار السابع يحتوي على المتاحف والنصب التذكارية وجميعها تتعلق بالتاريخ العسكري لفرنسا، أيضا يضم مستشفى ودار للمتقاعدين من المحاربين القدامى. وللمبنى هدف أساسي أصيل. يضم المبنى متحف الجيش الوطني والمتحف العسكري لجيش فرنسا ومتحف قصر خطط الانتصاف ومتحف التاريخ المعاصر والموقع الإلكتروني يستعرض بعض من أبطال الحرب في فرنسا لاسيما نابليون.